# Triaenodes bernaysae
Triaenodes bernaysae är en nattsländeart som beskrevs av Korboot 1964. Triaenodes bernaysae ingår i släktet Triaenodes och familjen långhornssländor. Inga underarter finns listade i Catalogue of Life.